# А-гум

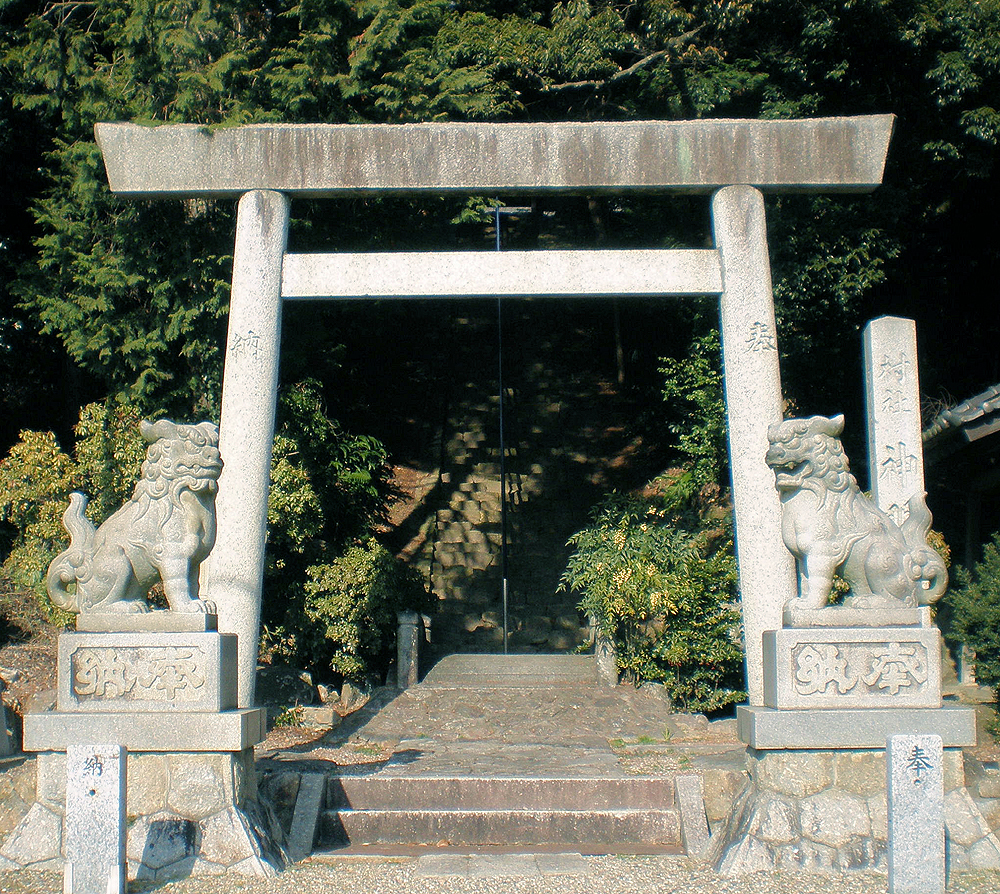
Вхід до Святилища Ноґуті-Сіммей (Комакі, Айті). Вартові собаки уособлють ідею а-ґун — початку і кінця всесвіту.
Правий звір із відкритим ротом символізує «а» — «початок»; лівий звір із закритим ротом символізує «гум» — «кінець».

А-гум (санскр. अहूँ, a-hūṃ; кит.: 阿吽; піньїнь: āhōng, а-хун; яп. 阿吽, あうん, а-ун) — в езотеричному буддизмі термін, що позначає початок і кінець речей, явищ, всесвіту. Аналог християнських альфи й омеги.

## Короткі відомості
Складається з двох знаків сіддгамської абетки:
- — [а]; перший знак, позначає голосний звук і вимовляється з відкритим ротом. В країнах китаєцентричного світу записується ієрогліфом 阿[1].
- — [ɦūṃ]; останній знак, позначає приголосний звук і вимовляється з закритим ротом. В країнах китаєцентричного світу записується ієрогліфом 吽[1].

Відповідно до буддистського вчення а-гум виражає сутність усіх речей світу. Поєднання звуків символізує початок і кінець, бодгі й нірвану, принцип і мудрість, недіяння і розрив із гріхом. Детальна характеристика терміну подана в роботах японського ченця Кукая.
Ідея а-гум знайшла вираження в японському мистецтві, зокрема у храмовій скульптурі. Статуї Ніо, охоронців воріт буддистських монастирів, або корейських собак, охоронців синтоїстських святилищ, виготовлені із відкритими і закритими ротами, що символізують звуки «а» та «гум». Зазвичай, перед воротами права статуя зображається з відкритим ротом, а ліва із закритим.